# Zhang Yining
Dans ce nom chinois, le nom de famille, Zhang, précède le nom personnel Yining.
Pour les articles homonymes, voir Zhang.
Zhang Yining (chinois simplifié : 张怡宁 ; chinois traditionnel : 張怡寧 ; pinyin : Zhāng Yíníng), née le 5 octobre 1981 à Pékin, est une joueuse de tennis de table chinoise, double championne olympique en simple. Elle est classée numéro 1 mondiale au classement établi par la Fédération internationale de tennis de table (ITTF) de janvier 2003 à novembre 2009 avec une interruption de deux mois en 2008. En 2009 elle remporte son deuxième titre mondial en simple lors des championnats du monde de Yokohama.
Elle a le privilège de prononcer le serment olympique des athlètes lors de la cérémonie d'ouverture des Jeux olympiques d'été de 2008 à Pékin.
Zhang Yining est élue au Temple de la renommée du tennis de table en 2005.
L'annonce de sa retraite sportive est faite le 4 avril 2011, elle laisse un palmarès de quatre titres olympiques et neuf titres mondiaux.
Elle se consacre désormais aux études, elle part étudier aux États-Unis où elle souhaite « mieux connaître les États-Unis, voir comment ils entraînent leurs athlètes et aussi l'histoire et la géographie de ce pays. Je vais aussi prendre des cours d'anglais »[réf. nécessaire]

## Palmarès

### Jeux olympiques d'été
- Jeux olympiques d'été de 2004 à Athènes :
  -  Médaille d'or en simple
  -  Médaille d'or en double avec Nan Wang
- Jeux olympiques d'été de 2008 à Pékin[3] :
  -  Médaille d'or en simple
  -  Médaille d'or par équipe avec Nan Wang et Guo Yue

### Championnats du monde
- Championnats du monde de 1999 à Eindhoven :
  -  Médaille d'argent en simple
  -  Demi-finaliste en double féminin avec Zhang Yingying
- Championnats du monde de 2000 à Kuala Lumpur :
  -  Médaille d'or par équipe
- Championnats du monde de 2001 à  Ōsaka :
  -  Demi-finaliste en simple
  -  Demi-finaliste en double féminin avec Zhang Yingying
- Championnats du monde de 2003 à Paris :
  -  Médaille d'argent en simple
  -  Médaille d'or en double féminin avec Nan Wang
- Championnats du monde de 2004 à Doha :
  -  Médaille d'or par équipe
- Championnats du monde de 2005 à Shanghai :
  -  Médaille d'or en simple
  -  Médaille d'or en double féminin avec Nan Wang
- Championnats du monde de 2006 à Brême :
  -  Médaille d'or par équipe
- Championnats du monde de 2007 à Zagreb :
  -  Demi-finaliste en simple
  -  Médaille d'or en double féminin avec Nan Wang
- Championnats du monde par équipes de 2008 à Guangzhou :
  -  Médaille d'or par équipe
- Championnats du monde de 2009 à Yokohama :
  -  Médaille d'or en simple